# Хелсиншки споразум
Хелсиншки споразум, такође познат као Хелсиншки завршни акт или Хелсиншка декларација, био је документ потписан на завршном састанку треће фазе Конференције о европској безбедности и сарадњи (КЕБС) одржаној у Хелсинкију, у Финској, између 30. јула и 1. августа 1975. након двогодишњих преговора познатих као Хелсиншки процес. Све тада постојеће европске земље (осим Андоре и прокинеске Албаније), као и Сједињене Америчке Државе и Канада, укупно 35 држава учесница, потписале су Завршни акт у покушају да побољшају детант између Истока и Запада . Хелсиншки споразум, међутим, није био обавезујући јер није имао статус уговора који би морао да ратификује парламент. Понекад се незванично користио и термин „Хелсиншки пакт(и)“.

## Чланови
У терминологији КЕБС-а, постојале су четири групе. У првој корпи, „Декларација о принципима који воде односе између држава учесница“ (позната и као „Декалог“) набраја следећих 10 тачака (пренето у оригиналу на једном од званичних језика конференцеије):
1. Sovereign equality, respect for the rights inherent in sovereignty
2. Refraining from the threat or use of force
3. Inviolability of frontiers
4. Territorial integrity of states
5. Peaceful settlement of disputes
6. Non-intervention in internal affairs
7. Respect for human rights and fundamental freedoms, including the freedom of thought, conscience, religion or belief
8. Equal rights and self-determination of peoples
9. Co-operation among States
10. Fulfillment in good faith of obligations under international law

## Пријем и утицај
Документ је виђен и као значајан корак ка смањењу хладноратовских тензија и као велики дипломатски подстицај за Совјетски Савез у то време, због својих клаузула о неповредивости националних граница и поштовању територијалног интегритета, за које се сматрало да консолидују Територијална освајања СССР-а у источној Европи након Другог светског рата. Узимајући у обзир примедбе Канаде, Шпаније, Ирске и других држава, Завршни акт је једноставно навео да „границе“ у Европи треба да буду стабилне, али да се могу променити мирним унутрашњим средствима. Амерички председник Џералд Форд је такође потврдио да се политика непризнавања балтичких држава (Литваније, Летоније и Естоније) принудно укључених у Совјетски Савез неће мењати. Сличне изјаве дали су и лидери других земаља чланица НАТО-а.
Међутим, део споразума о грађанским правима обезбедио је основу за рад Helsinki Wаtch, независне невладине организације створене да надгледа поштовање Хелсиншког споразума (који је еволуирао у неколико регионалних комитета, формирајући на крају Међународну хелсиншку федерацију и Human Rights Watch. Иако су се ове одредбе односиле на све потписнице, фокус пажње био је на њиховој примени унутар СССР и совјетских савезника из Варшавског пакта, укључујући Бугарску, Чехословачку, Источну Немачку, Мађарску, Пољску и Румунију. Совјетска пропаганда представљала је Завршни акт као велики тријумф за совјетску дипломатију и за Брежњева лично.
У пракси, совјетска власт је значајно сузбијала владавину права, грађанске слободе, заштиту закона и гаранције имовине, које су совјетски правни теоретичари попут Андреја Вишинског сматрали примерима „буржоаског морала“. Совјетски Савез је потписао правно обавезујуће документе о људским правима, али они нису били широко познати нити доступни људима који су живели под комунистичком влашћу, нити су их комунистичке власти схватале озбиљно. Активисти везане за људска права у Совјетском Савезу су редовно били изложени малтретирању, репресијама и хапшењима.
Тадашња Народна Република Албанија је одбила да учествује у споразуму, њен лидер Енвер Хоџа је тврдио: „Сви сателити Совјета, са могућим изузетком Бугара, желе да униште окове Варшавског уговора, али не могу. Тада им је једина нада оно што им дозвољава Хелсиншки документ, односно да ојачају своје пријатељство са Сједињеним Америчким Државама и Западом, да од њих траже инвестиције у виду кредита и увоза њихове технологије без икаквих ограничења, да дозволити цркви да заузме своје некадашње место, да продуби моралну дегенерацију, да појача антисовјетизам, а Варшавски уговор ће остати празна љуска од јајета.“
Хелсиншки споразум је послужио као основа за каснију Организацију за европску безбедност и сарадњу (ОЕБС), основану 1995. у складу са Париском повељом из 1990. године.

## Државе потписнице
- Аустрија
- Белгија
- Бугарска
- Канада
- Кипар
- Чехословачка
- Данска
- Источна Немачка
- Финска
- Француска
- Грчка
- Ватикан
- Мађарска
- Исланд
- Ирска
- Италија
- Лихтенштајн
- Луксембург
- Малта
- Монако
- Низоземска
- Норвешка
- Пољска
- Португал
- Румунија
- Сан Марино
- Совјетски Савез
- Шпанија
- Шведска
- Швајцарска
- Турска
- УК
- САД
- Западна Немачка
- СФРЈ (Јосип Броз Тито)